# جانا ماریا کاناله
جانا ماریا کاناله (ایتالیایی: Gianna Maria Canale؛ ۱۲ سپتامبر ۱۹۲۷ - ۱۳ فوریه ۲۰۰۹) یک هنرپیشه اهل ایتالیا بود. 
از فیلم‌هایی که وی در آن نقش داشته است، می‌توان به برده، مادام دو باری ، صلیبیون توانا، تئودورا، ملکه زرخرید، مادام باترفلای، زنی تنها و ببر هفت دریااشاره کرد.